# Kielce
Kielce (in polacco [ˈkʲɛlt͡sɛ] ; in yiddish קעלץ‎?, Keltz) è una grande città polacca di 201.815 abitanti, capoluogo del voivodato della Santacroce (Województwo świętokrzyskie). È un importante centro commerciale ed è sede della Fiera di Kielce, che occupa il secondo posto nella classifica delle mostre e dei mercati più frequentati in Polonia.
È inoltre sede della storica Università Jan Kochanowski, del Politecnico della Santacroce e del Museo nazionale di Kielce.

## Storia

### Nascita della città
La data esatta della nascita della città di Kielce è difficile da stabilire. Le ricerche archeologiche indicano che la zona era abitata fin dal V secolo a.C. e che Kielce nacque come piccolo insediamento sviluppato in un luogo di scambio commerciale. Qui cacciatori ed apicoltori, che abitavano nelle foreste della regione di Santacroce, scambiavano i frutti del loro lavoro con grano e altri prodotti.
Fino al VI/VII secolo, le rive del fiume Silnica furono abitate dai Celti, che vennero scacciati da una tribù slava che si insediò nell'attuale regione di Santacroce.
La zona montuosa della regione rimase quasi del tutto disabitata fino all'XI secolo, quando alcuni cacciatori stabilirono insediamenti permanenti alla periferia delle montagne.
Nei primi anni del secolo successivo, l'area divenne proprietà dei vescovi di Cracovia, che vi costruirono una chiesa di legno ed una residenza. Nel 1171 fu eretta la prima chiesa in pietra per volontà del vescovo Gedeon Gryf e, circa sessant'anni più tardi, fu inaugurata la scuola parrocchiale.
Nel 1295 il vescovo Muskata ottenne il permesso di costruire fortificazioni intorno ai punti commerciali.  Il documento, con il quale si dava il nullaosta all'edificazione di una cinta di mura dotate di fossato, identificava Kielce come importante centro di commercio locale, ma solo nel 1359 venne riconosciuta come comunità urbana e le fu concesso il titolo di città.

### La leggenda
La leggenda attribuisce l'origine della città a Mieszko o Miecislao II, figlio di Boleslao il Coraggioso.
Oltre 900 anni fa, il luogo dove oggi sorge il capoluogo della regione di Santacroce era coperto da vaste foreste che attiravano i cacciatori.
Secondo la leggenda, il principe Mieszko, nel tentativo di catturare un animale, si allontanò a tal punto dai suoi compagni da ritrovarsi in una radura sconosciuta dove, affaticato, si addormentò. Sognò di essere attaccato da alcuni briganti che volevano avvelenarlo e, mentre si sentiva abbandonare dalle forze, apparve davanti a sé San Adalberto. Il santo alzò la pastorale e disegnò sul terreno una linea tortuosa che si trasformò in un torrente dal quale Mieszko poté abbeverarsi. Quando il principe si svegliò, vide la sorgente: l'acqua era limpida e gustosa come nel sogno. Recuperate le forze, Mieszko si mise sulle tracce dei suoi compagni e, proprio mentre stava per abbandonare la radura, notò delle enormi zanne bianche di un animale sconosciuto, forse un cinghiale. Il principe allora annunciò che proprio in quel punto avrebbe costruito una città con una chiesa in onore del Santo che lo aveva salvato. Ben presto la chiesa di San Adalberto fu eretto nella radura, il torrente, la cui acqua restituì le forze a Mieszko, fu chiamato Silnica (acqua forte) e la città fu battezzata con il nome di Kielce (da "kiel") in ricordo della misteriose zanne.

### Dominazione straniera
Dopo la spartizione della Polonia, che pose fine alla Confederazione polacco-lituana, la città perse la sua indipendenza, passando sotto la dominazione austriaca della Galizia occidentale. Durante la guerra austro-polacca del 1809, Kielce venne conquistata dal principe Józef Poniatowski ed annessa al Ducato di Varsavia, ma, dopo la caduta di Napoleone Bonaparte nel 1815, fu unita al Regno della Polonia. Per un breve periodo, quando Cracovia divenne una città stato indipendente, Kielce fu eletta capitale del Voivodato di Cracovia.
Nel 1830 gli abitanti presero parte alla Rivolta di novembre, anche conosciuta come Rivoluzione Cadetta, contro la Russia, che ostacolò la crescita della città fino alla fine del diciannovesimo secolo.
Nel 1844, il sacerdote Piotr Ściegienny tentò di organizzare una rivolta locale nel tentativo di liberare la città dalla dominazione straniera, ma venne scoperto, arrestato ed esiliato in Siberia. L'anno successivo la città, in seguito alla riforma dell'amministrazione del Regno di Polonia, venne degradata dal suo ruolo di capitale a capoluogo del distretto.
Nel 1863 Kielce prese parte alla Rivolta di gennaio. Le autorità zariste, come rappresaglia per l'insubordinazione, chiusero tutte le scuole della Polonia e bandirono la lingua polacca. Kielce divenne un presidio militare.

### L'indipendenza e la prima guerra mondiale
Negli anni precedenti al primo conflitto mondiale furono diversi i tentativi di insurrezione da parte della popolazione contro il dominio russo. Cospirazioni, manifestazioni e scioperi ebbero come sola conseguenza la persecuzione e l'intensificarsi del terrore. Molti abitanti di Kielce furono esiliati in Siberia.
Dopo lo scoppio della Prima Guerra Mondiale, Kielce fu la prima città polacca da essere liberata dal dominio russo ad opera delle legioni guidate da Józef Klemens Piłsudski, leader delle forze armate. Alla fine della guerra, riacquistata l'indipendenza dopo circa 123 anni, Kielce fu eletta sede dell'autorità provinciale, diventando così capitale del Voivodato di Kielce.

### Seconda guerra mondiale
L'esercito tedesco invase Kielce nel settembre del 1939, uccidendo Stefan Artwiski, l'allora presidente della città.
Gli anni del conflitto videro la città trasformarsi in un importante centro di resistenza attraverso la formazione di diversi gruppi attivi su tale fronte. Boschi, colline e montagne di Santacroce divennero lo scenario della lotta partigiana.
L'Armia Krajowa principale movimento di resistenza polacca contro la Germania nazista, prese parte all'Operazione Tempesta (in polacco Akcja „Burza”), una serie di rivolte armate che miravano ad ottenere il controllo delle città e delle aree occupate dai tedeschi, impegnati nella difesa contro l'armata sovietica.
Nel gennaio del 1945 Kielce venne liberata dall'occupazione nazista.

### Ebrei
Fino alla seconda guerra mondiale, Kielce registrava una consistente presenza ebraica. Si stima che alla vigilia del secondo conflitto mondiale più di 18.000 ebrei vivessero a Kielce, quasi un terzo dell'intera popolazione.
Subito dopo l'occupazione tedesca, nel settembre del 1939, provvedimenti e crimini vennero perpetrati contro gli ebrei. Iniziò così una vera e propria persecuzione fatta di multe, confisca dei beni, segregazione e lavoro forzato, che ben presto portò alla deportazione nei campi di concentramento e al genocidio.
Il 31 marzo 1941 venne costruito il ghetto di Kielce dove furono rinchiusi tutti gli ebrei della città e della regione. Vi vissero e morirono circa 27.000 ebrei. Le terribili condizioni di vita provocarono già nel primo inverno 4.000 morti per fame, freddo e malattie. Dopo poco più di un anno, nell'agosto del 1942, si procedette alla liquidazione del ghetto, con lo sterminio dell'intera popolazione. 20.000-21.000 persone furono inviate a morire al campo di sterminio di Treblinka, mentre circa 1.200 tra anziani, disabili, e bambini furono uccisi sul posto. Alla fine dell'operazione solo 2.000 ebrei rimasero nell'area dell'ex-ghetto, la maggior parte dei quali moriranno anch'essi in massacri o nei campi di lavoro.

### Il pogrom del 1946
Nella storia di Kielce resta la memoria dell'ultimo pogrom della Polonia, il pogrom di Kielce. Il 4 luglio 1946, 50 ebrei della comunità (che contava 163 persone, uniche sopravvissute alla Shoah di una comunità che ne contava circa 25.000) furono uccisi dalla folla. L'assalto da parte della folla avvenne in risposta ad una notizia poi risultata falsa ed inventata di sana pianta dalla polizia segreta polacca: un ragazzo di 8 anni, Henryk Biaszczyk, affermò di essere stato sequestrato per tre giorni da un ebreo abitante in quella casa, casa che, peraltro, era già stata colpita con una bomba a mano nel dicembre 1945. Anche in conseguenza della strage, 50.000 ebrei polacchi dei 245.000 sopravvissuti alle stragi naziste (su 3.500.000 prima del 1939) emigrarono verso altri Paesi, seguiti da quasi tutti gli altri negli anni successivi. Solo nel 1996, a 50 anni di distanza, il sindaco della città chiese pubblicamente perdono per i fatti del 1946.

## Clima
| Kielce (1991-2020) Fonte: meteomodel.pl | Mesi         | Mesi         | Mesi         | Mesi        | Mesi        | Mesi        | Mesi        | Mesi        | Mesi        | Mesi        | Mesi         | Mesi         | Stagioni | Stagioni | Stagioni | Stagioni | Anno    |
| Kielce (1991-2020) Fonte: meteomodel.pl | Gen          | Feb          | Mar          | Apr         | Mag         | Giu         | Lug         | Ago         | Set         | Ott         | Nov          | Dic          | Inv      | Pri      | Est      | Aut      | Anno    |
| --------------------------------------- | ------------ | ------------ | ------------ | ----------- | ----------- | ----------- | ----------- | ----------- | ----------- | ----------- | ------------ | ------------ | -------- | -------- | -------- | -------- | ------- |
| T. max. media (°C)                      | 0,8          | 2,6          | 7,4          | 14,4        | 19,4        | 22,7        | 24,9        | 24,6        | 19,0        | 13,1        | 6,6          | 1,9          | 1,8      | 13,7     | 24,1     | 12,9     | 13,1    |
| T. media (°C)                           | −2,2         | −1,1         | 2,5          | 8,4         | 13,4        | 16,9        | 18,7        | 18,2        | 13,2        | 8,1         | 3,3          | −0,9         | −1,4     | 8,1      | 17,9     | 8,2      | 8,2     |
| T. min. media (°C)                      | −5,1         | −4,4         | −1,7         | 2,7         | 7,4         | 11,0        | 12,9        | 12,3        | 8,2         | 4,0         | 0,3          | −3,6         | −4,4     | 2,8      | 12,1     | 4,2      | 3,7     |
| T. max. assoluta (°C)                   | 13,4 (1993)  | 18,4 (1990)  | 23,7 (1974)  | 29,7 (2012) | 33,4 (1958) | 34,6 (2019) | 36,6 (2019) | 36,4 (2013) | 35,0 (2015) | 26,3 (1966) | 20,0 (2018)  | 16,5 (1961)  | 18,4     | 33,4     | 36,6     | 35,0     | 36,6    |
| T. min. assoluta (°C)                   | −33,9 (1987) | −31,0 (1956) | −27,5 (1963) | −9,4 (1952) | −4,6 (1965) | −1,3 (1977) | 2,9 (1978)  | 0,3 (1984)  | −4,5 (1970) | −8,7 (2003) | −18,0 (1989) | −26,9 (1996) | −33,9    | −27,5    | −1,3     | −18,0    | −33,9   |
| Giorni di calura (Tmax ≥ 30 °C)         | 0,0          | 0,0          | 0,0          | 0,0         | 0,1         | 1,6         | 3,9         | 3,5         | 0,1         | 0,0         | 0,0          | 0,0          | 0,0      | 0,1      | 9,0      | 0,1      | 9,2     |
| Giorni di gelo (Tmin ≤ 0 °C)            | 24,3         | 21,9         | 19,7         | 8,1         | 1,2         | 0,0         | 0,0         | 0,0         | 0,4         | 5,5         | 14,0         | 22,9         | 69,1     | 29,0     | 0,0      | 19,9     | 118,0   |
| Giorni di ghiaccio (Tmax ≤ 0 °C)        | 12,3         | 7,8          | 2,5          | 0,1         | 0,0         | 0,0         | 0,0         | 0,0         | 0,0         | 0,0         | 2,9          | 9,1          | 29,2     | 2,6      | 0,0      | 2,9      | 34,7    |
| Nuvolosità (okta al giorno)             | 6,2          | 6,0          | 5,4          | 5,1         | 5,0         | 5,1         | 4,9         | 4,5         | 4,9         | 5,5         | 6,3          | 6,4          | 6,2      | 5,2      | 4,8      | 5,6      | 5,4     |
| Precipitazioni (mm)                     | 37,3         | 34,0         | 40,2         | 39,5        | 70,1        | 70,2        | 94,3        | 67,6        | 55,1        | 45,2        | 40,2         | 37,4         | 108,7    | 149,8    | 232,1    | 140,5    | 631,1   |
| Giorni di pioggia                       | 9,3          | 8,5          | 9,4          | 7,5         | 9,8         | 9,4         | 11,1        | 8,7         | 8,2         | 8,2         | 8,1          | 9,0          | 26,8     | 26,7     | 29,2     | 24,5     | 107,2   |
| Nevicate (cm)                           | 179,8        | 178,7        | 80,9         | 5,4         | 0,0         | 0,0         | 0,0         | 0,0         | 0,0         | 2,3         | 23,1         | 73,0         | 431,5    | 86,3     | 0,0      | 25,4     | 543,2   |
| Giorni di neve                          | 17,8         | 16,2         | 7,0          | 1,1         | 0,0         | 0,0         | 0,0         | 0,0         | 0,0         | 0,4         | 4,6          | 11,3         | 45,3     | 8,1      | 0,0      | 5,0      | 58,4    |
| Umidità relativa media (%)              | 87,4         | 84,4         | 78,4         | 71,6        | 73,2        | 73,7        | 74,2        | 74,8        | 80,7        | 84,9        | 89,2         | 89,4         | 87,1     | 74,4     | 74,2     | 84,9     | 80,2    |
| Ore di soleggiamento mensili            | 55,8         | 71,3         | 126,2        | 181,4       | 228,2       | 232,4       | 241,3       | 238,9       | 162,2       | 112,8       | 56,1         | 45,2         | 172,3    | 535,8    | 712,6    | 331,1    | 1 751,8 |
| Pressione a 0 metri s.l.m. (hPa)        | 986,4        | 985,2        | 984,4        | 983,3       | 984,3       | 984,4       | 984,1       | 985,3       | 986,1       | 986,8       | 985,6        | 986,3        | 986,0    | 984,0    | 984,6    | 986,2    | 985,2   |
| Tensione di vapore (hPa)                | 4,9          | 5,1          | 5,8          | 7,8         | 11,1        | 13,9        | 15,6        | 15,2        | 12,2        | 9,4         | 7,2          | 5,4          | 5,1      | 8,2      | 14,9     | 9,6      | 9,5     |
| Vento (direzione-m/s)                   | 3,1          | 3,2          | 3,3          | 3,0         | 2,7         | 2,6         | 2,4         | 2,2         | 2,4         | 2,6         | 2,8          | 3,0          | 3,1      | 3,0      | 2,4      | 2,6      | 2,8     |

## Monumenti e luoghi d'interesse
Palazzo dei Vescovi di Cracovia

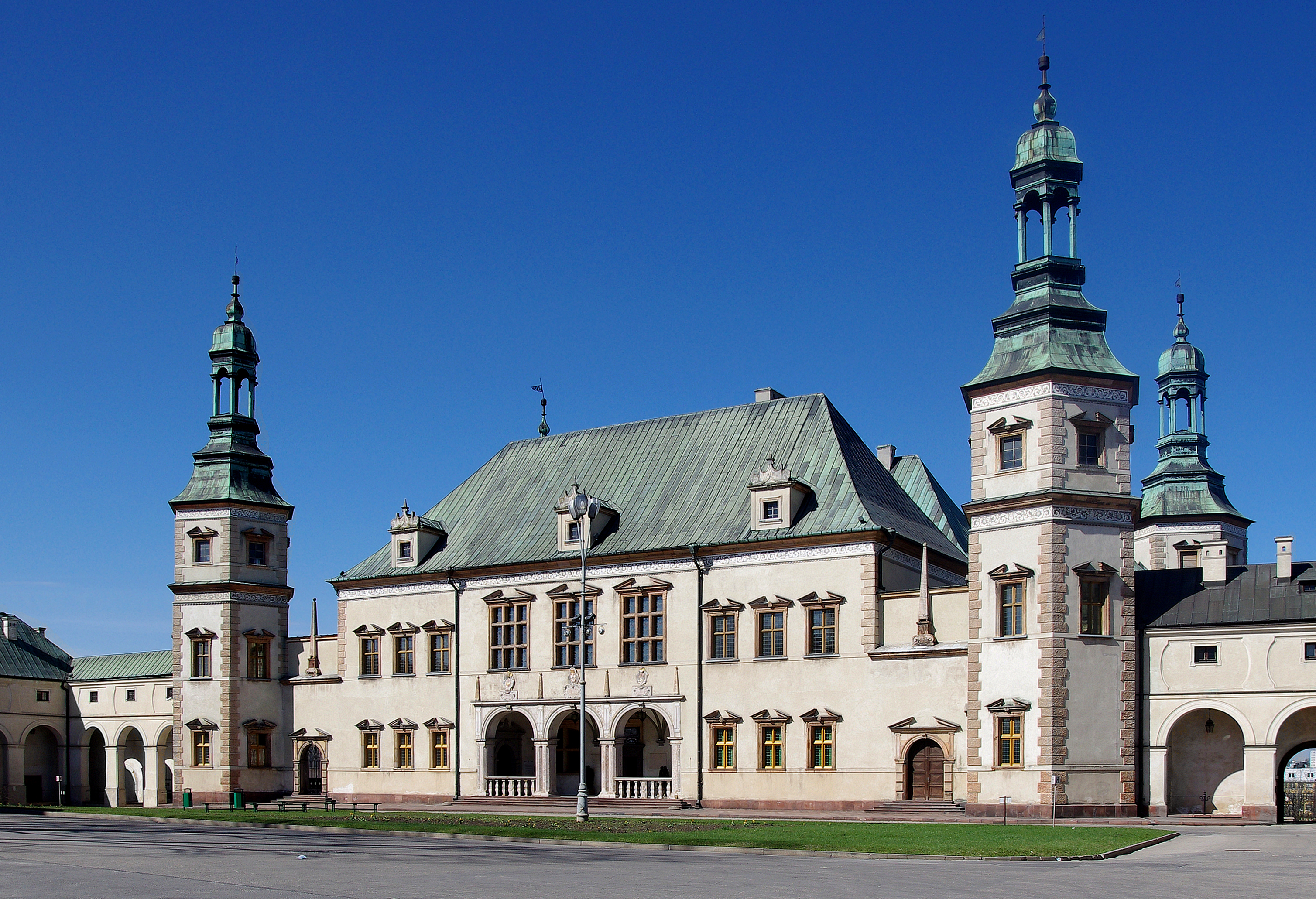
Il Palazzo dei Vescovi di Cracovia.

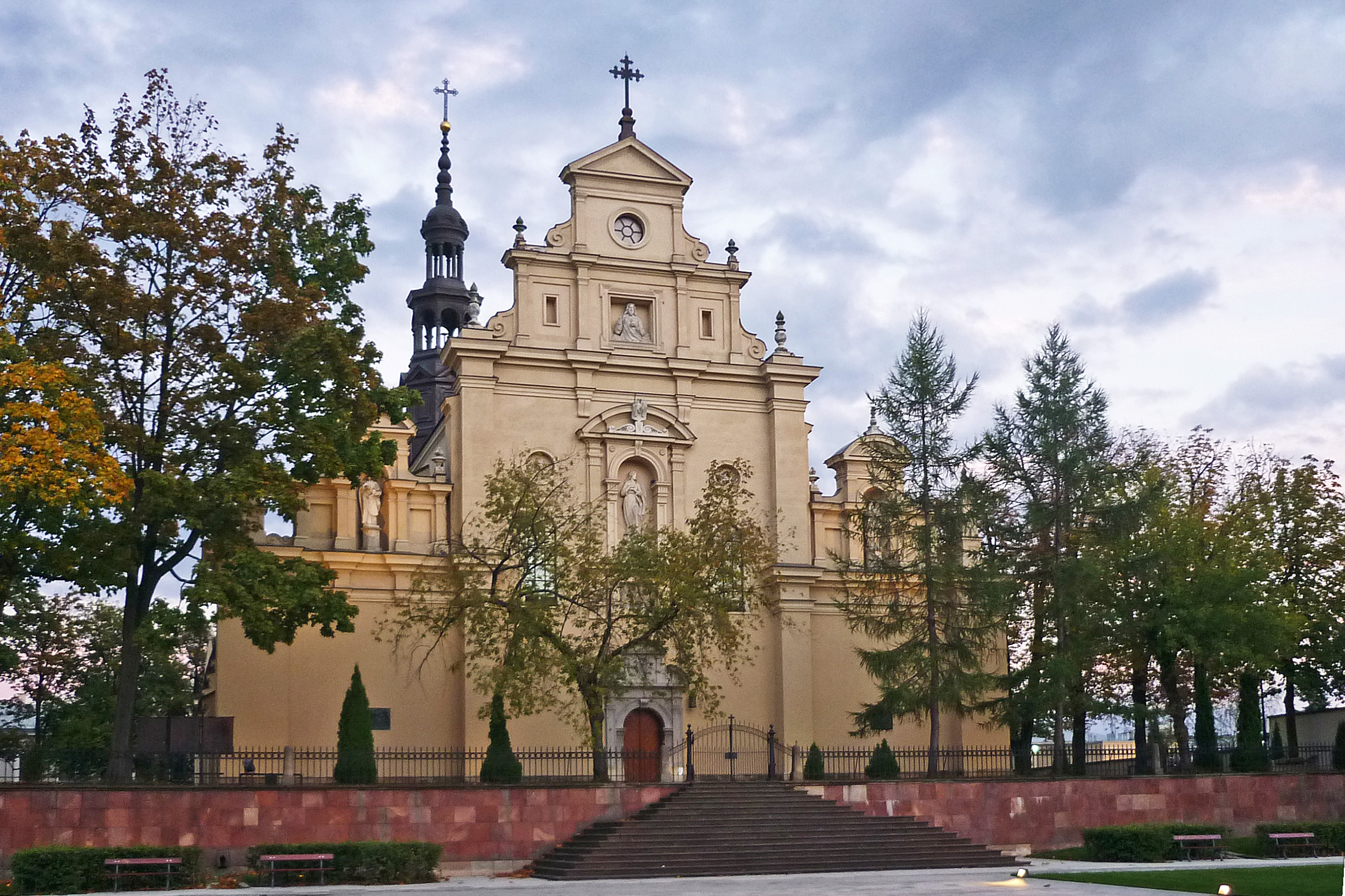
La Cattedrale di Kielce.

Il Pałac Biskupów Krakowskich è la più preziosa residenza polacca del periodo Vasa. Eretto tra il 1637 e il 1641 per volere dell'allora vescovo di Cracovia, Jakub Zadzik, la struttura venne poi ampliata nel corso del XVIII secolo, quando alla parte centrale furono aggiunte le due ali del palazzo. 
Il complesso, la cui progettazione viene attribuita a Tommaso Poncino di Lugano, già autore di numerose opere di architettura sacra e profana della regione, richiama lo stile delle residenze reali della prima metà dei Seicento nelle simmetrie, nelle logge, nelle torri e nella pianta interna. 
Dopo la nazionalizzazione dei beni ecclesiastici nel 1789, il Palazzo fu sede di diverse istituzioni, fino a diventare un museo nel 1971. La struttura è infatti sede del Museo Nazionale ed ospita al suo interno diverse mostre ed esposizioni, tra le quali una galleria dedicata all'arte e alla pittura polacca, sesta per importanza e qualità nel Paese, che include, tra gli altri, opere di Olga Boznańska, Józef Chełmoński, Aleksander Gierymski, Jacek Malczewski, Stanisław Wyspiański.
La Cattedrale
La cattedrale di Kielce, costruita nel dodicesimo secolo per volontà dell'allora vescovo di Cracovia, Gedeon, si erge sulla “Collina del Castello”, nel cuore della città. 
Lo stile è quello del primo periodo barocco e all'interno le tre navate, basate su pianta rettangolare, presentano una varietà cromatica negli affreschi realizzati da pittori di Cracovia nel diciannovesimo secolo. L'altare principale, progettato da Fontana, è anch'esso in stile barocco e rococò. 
Di particolare interesse il trittico gotico raffigurante l'incoronazione della Vergine Maria e le figure di San Stanislao e San Adalberto presente sulla volta della navata e il dipinto della Madonna con Bambino risalente al 1600.
Ulica Sienkiewicza
Henryk Sienkiewicz è la principale via storica della città di Kielce. Costruita intorno agli anni '20 del diciannovesimo secolo, la strada ha subito nel tempo diverse modifiche. In origine venne chiamata Ulica Konstantego (Via Costantino), in onore del granduca Costantino Pavlovioch di Russia, per poi diventare, in seguito alla costruzione di un edificio postale, Ulica Pocztowa (Via Postale) fino al 1919, quando fu ribattezzata con l'attuale nome. 
La via, lunga 1.270 metri, è un'alternanza di edifici storici, negozi e strutture architettoniche con stili differenti.
Park miejski im. Stanisława Staszica (City Park)
Creato nella prima metà del diciannovesimo secolo con il nome di City Garden, il parco di Kielce è uno dei più antichi della Polonia. Situato nel centro della città, alle pendici meridionali della Collina del Castello, si estende per circa 7.9 ettari.
L'entrata presenta due colonne in arenaria rossa e al suo interno sono collocate diverse statue, tra cui un busto nella via centrale in onore di Stanisław Wawrzyniec Staszic, figura di prim'ordine dell'Illuminismo polacco, e uno, nella piazza vicino all'arena dei concerti, dedicato a Stefan Żeromski, scrittore polacco della seconda metà dell'Ottocento.
Skwer Harcerski im. Szarych Szeregów w Kielcach (Piazza degli Scout)
La Piazza degli Scout è una della aree verdi della città, la cui estensione arriva fino alla riserva naturale di Kadzielnia. 
Lungo il viale principali della piazza si estende la Walk of Fame, una serie di piedistalli di granito con i busti di personaggi famosi: compositori, cantanti, scrittori e pittori polacchi e no. Attualmente sono presenti 46 statue, tra cui Bacewicz (compositore, violinista), Marc Chagall (pittore), Charlie Chaplin (attore), Salvador Dalí (pittore), Jimi Hendrix (musicista, cantautore), James Joyce (scrittore), Franz Kafka (scrittore), Stanisław Lem (scrittore, filosofo), John Lennon (musicista, cantautore), Pablo Picasso (pittore), Andy Warhol (artista).
Ulica Karczòwkowska
La strada conduce al complesso monastico sul Monte Karczòwka.
Il monastero, fondato dal vescovo Marcin Szyszkowski nella prima metà del diciassettesimo secolo, fu costruito per dimostrare la gratitudine della città nell'aver scampato la peste. 
Nel diciottesimo secolo la struttura venne poi ampliata nella parte est e recintata attraverso la costruzione delle mura.
Una scalinata in pietra permette di raggiungere l'edificio, dove al suo interno, nella cappella opposta alla porta principale, è collocata una statua raffigurante Santa Barbara, protettrice dei minatori. Lo stile, chiaramente visibile nell'altare principale di marmo, è barocco-rococò.
Il monastero è anche sede di un museo gestito dai Pallottini, membri della Società dell'Apostolato Cattolico.
Muzeum Zabawek i Zabawy (Museo dei Giocattoli)
È il più antico museo dei giocattoli della Polonia. Costruito nel 1872, la struttura ospita migliaia di mostre ed una collezione invidiabile di giocattoli antichi e moderni, dai modellini di auto ad aeroplani e navi, fino ad arrivare alle bambole. 
Una volta oltrepassato l'ingresso, si entra nel mondo dei piccoli. 

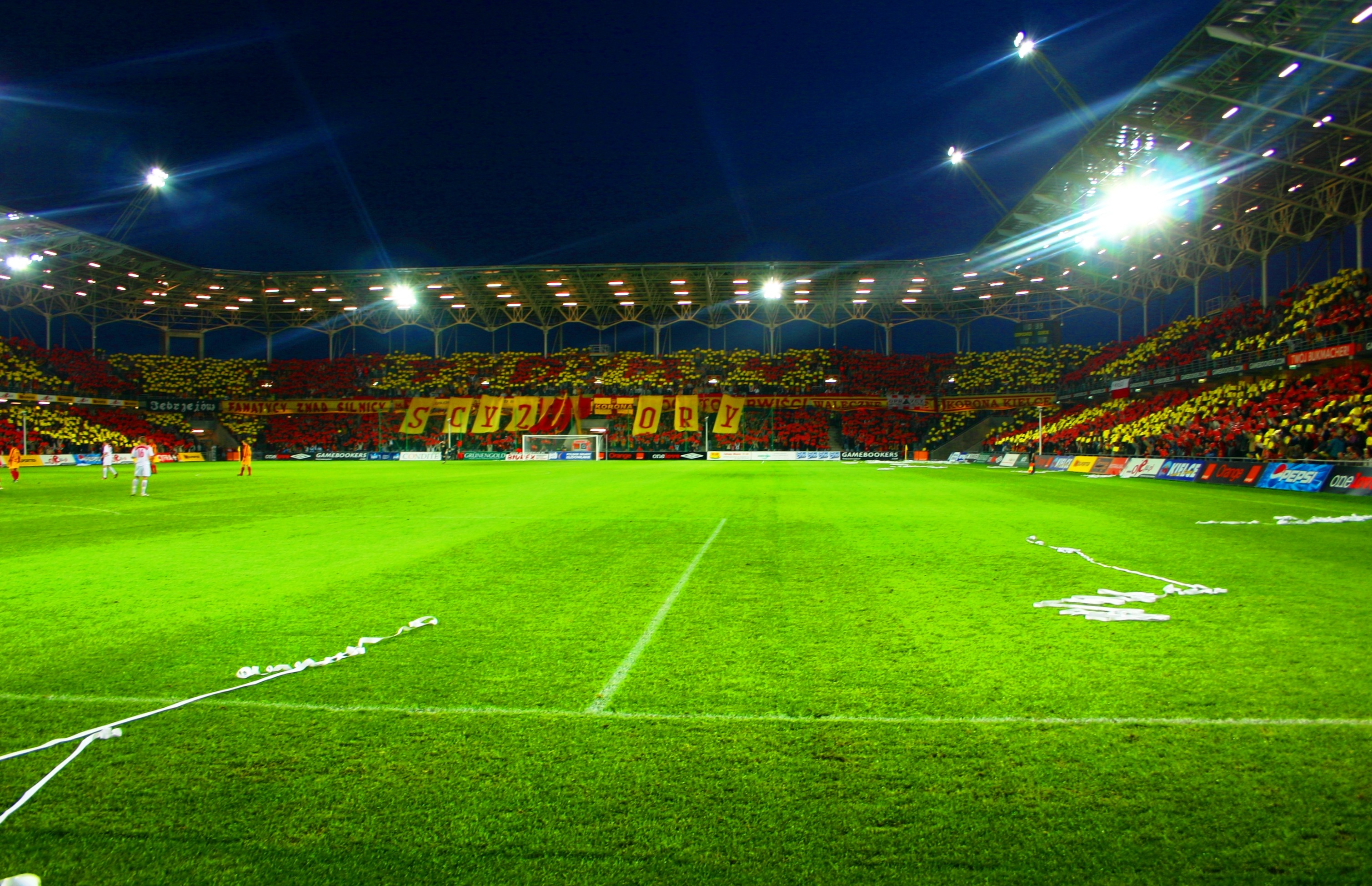
Stadio del Korona Kielce

## Sport

### Calcio
La squadra principale della città è il Korona Kielce.

### Pallamano
KS Kielce (Vive Targi Kielce).

## Amministrazione

### Gemellaggi
Kielce è gemellata con le seguenti città:
- Csepel
- Vinnycja
- Gotha
- Flint
- Sandviken
- Gävle
- Orange
- Nitra
- Kam"jans'ke
- Gorizia
- Herning